# Evrovidenie 2021
La nona edizione di Evrovidenie (in russo Евровидение?; lett. "Eurovisione") è stata organizzata dal canale televisivo russo Pervyj kanal per selezionare il rappresentante nazionale all'Eurovision Song Contest 2021 a Rotterdam.
La vincitrice è stata Maniža con Russkaja ženščina.

## Organizzazione
Dopo la cancellazione dell'Eurovision Song Contest 2020 a causa della pandemia di COVID-19, il 28 settembre 2020 Pervyj kanal ha confermato la partecipazione del paese all'edizione del 2021, ospitata nuovamente dalla città olandese di Rotterdam.
Il 1º marzo 2021 il canale ha annunciato il ritorno, per la prima volta dal 2012, della selezione televisiva Evrovidenie per coinvolgere il pubblico nella scelta del rappresentante eurovisivo. Pertanto, i Little Big non sono stati riconfermati come rappresentanti nazionali. Il vincitore è stato decretato esclusivamente dal televoto.

## Partecipanti
I tre partecipanti sono stati annunciato l'8 marzo 2021, poco prima l'inizio della selezione nazionale.
| Artista     | Brano             | Lingua            | Autori                       |
| ----------- | ----------------- | ----------------- | ---------------------------- |
| #2Maši      | Bitter Words      | Inglese, spagnolo | Marija Zajceva, Marija Šejch |
| Maniža      | Russkaja ženščina | Russo, inglese    | Maniža, Ori Avni, Ori Kaplan |
| Therr Maitz | Future Is Bright  | Inglese           | Anton Beljaev, Viktorija Žuk |

## Finale
La finale si è svolta l'8 marzo 2021 ed è stata trasmessa su Pervyj kanal. Durante la serata si sono esibiti come ospiti i Little Big, Filipp Kirkorov, Natalia Gordienko, Polina Gagarina e Dima Bilan.
Il televoto ha decretato Maniža con Russkaja ženščina vincitrice della selezione.
| # | Artista     | Titolo            | Televoto | Posizione |
| - | ----------- | ----------------- | -------- | --------- |
| 1 | Therr Maitz | Future Is Bright  | 24,60%   | 3         |
| 2 | #2Maši      | Bitter Words      | 35,70%   | 2         |
| 3 | Maniža      | Russkaja ženščina | 39,70%   | 1         |